# Estació d'Alfauir
L'estació d'Alfauir és una estació de ferrocarril localitzada al barri de Sant Llorenç de València i que forma part de la línia 6 de l'operador Metrovalència. L'estació pertany a la zona tarifària A de Ferrocarrils de la Generalitat Valenciana (FGV) i l'Autoritat de Transport Metropolità de València (ATMV). L'adreça oficial de l'estació és el carrer d'Alfauir, número 28.

## Història

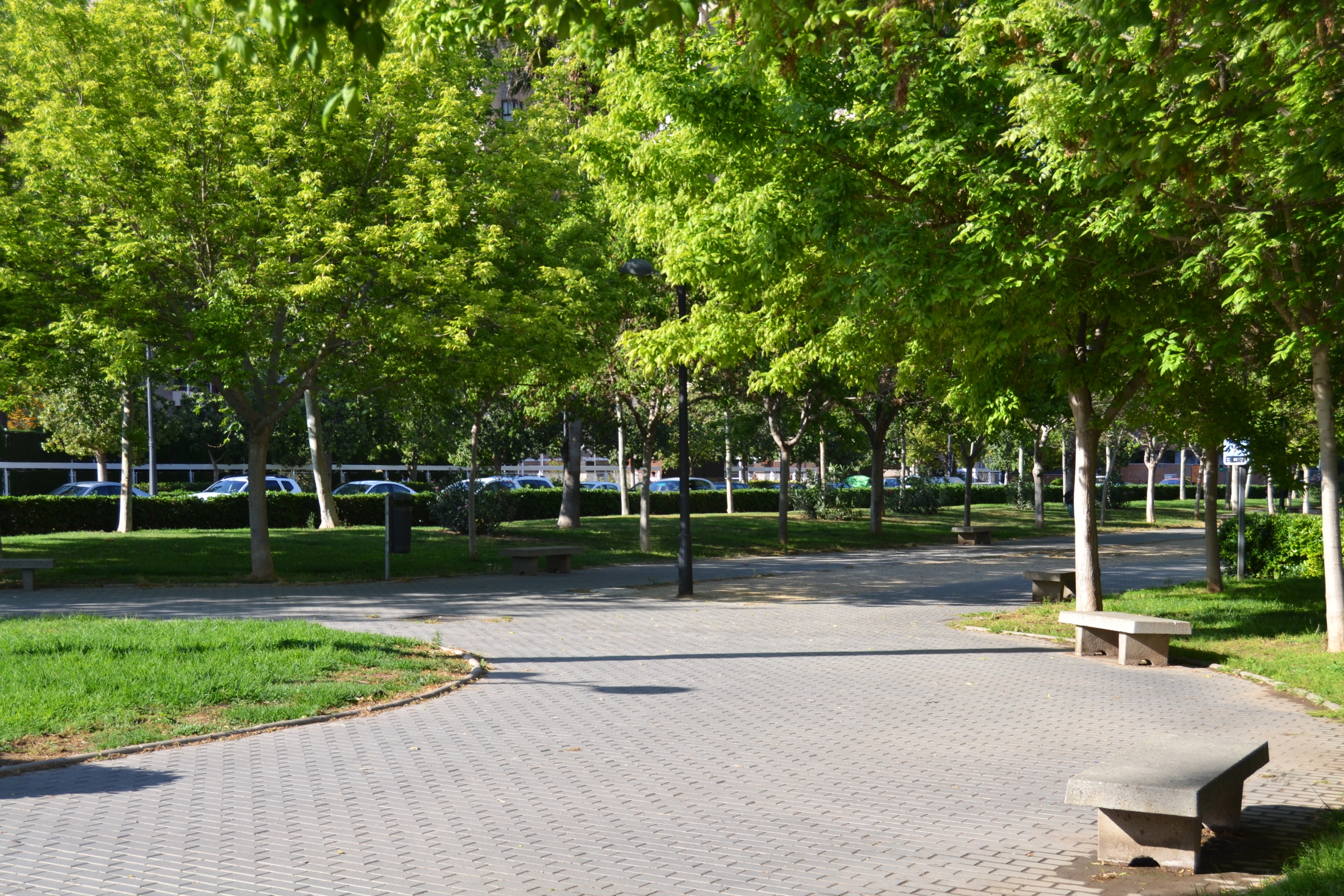
Lloc de l'antiga estació (2014)

Els antecedents de l'estació d'Alfauir se troben en el ja desaparegut baixador de Sant Llorenç. Construït l'any 1955 per la Companyia de Tramvies i Ferrocarrils de València (CTFV), donava servici a la línia de València a Rafelbunyol. L'arquitectura de l'edifici, construït a la dècada del 1950, es basava ens els estils Bauhaus i el racionalisme arquitectònic de Le Corbusier; eren de dimensions reduïdes i comptaven només amb un despatx de bitllets o un canvi d'agulles. Fet en formigó armat, la llosa del sostre que s'estén fa de marquesina. La cicul·lació al baixador de Sant Llorenç acabà el 4 de maig de 1995 amb la inauguració de la línia 3 el 5 de maig.
L'actual estació es va inaugurar el 17 de setembre de 2007 com a part de la línia 6 de Metrovalència, que no és de metro, sinó de tramvies i és la successora natural de la línia al Grau del trenet de València. La línia 6 també es coneix com a "tramvia orbital" pel seu caràcter de línia en bucle.

## Distribució

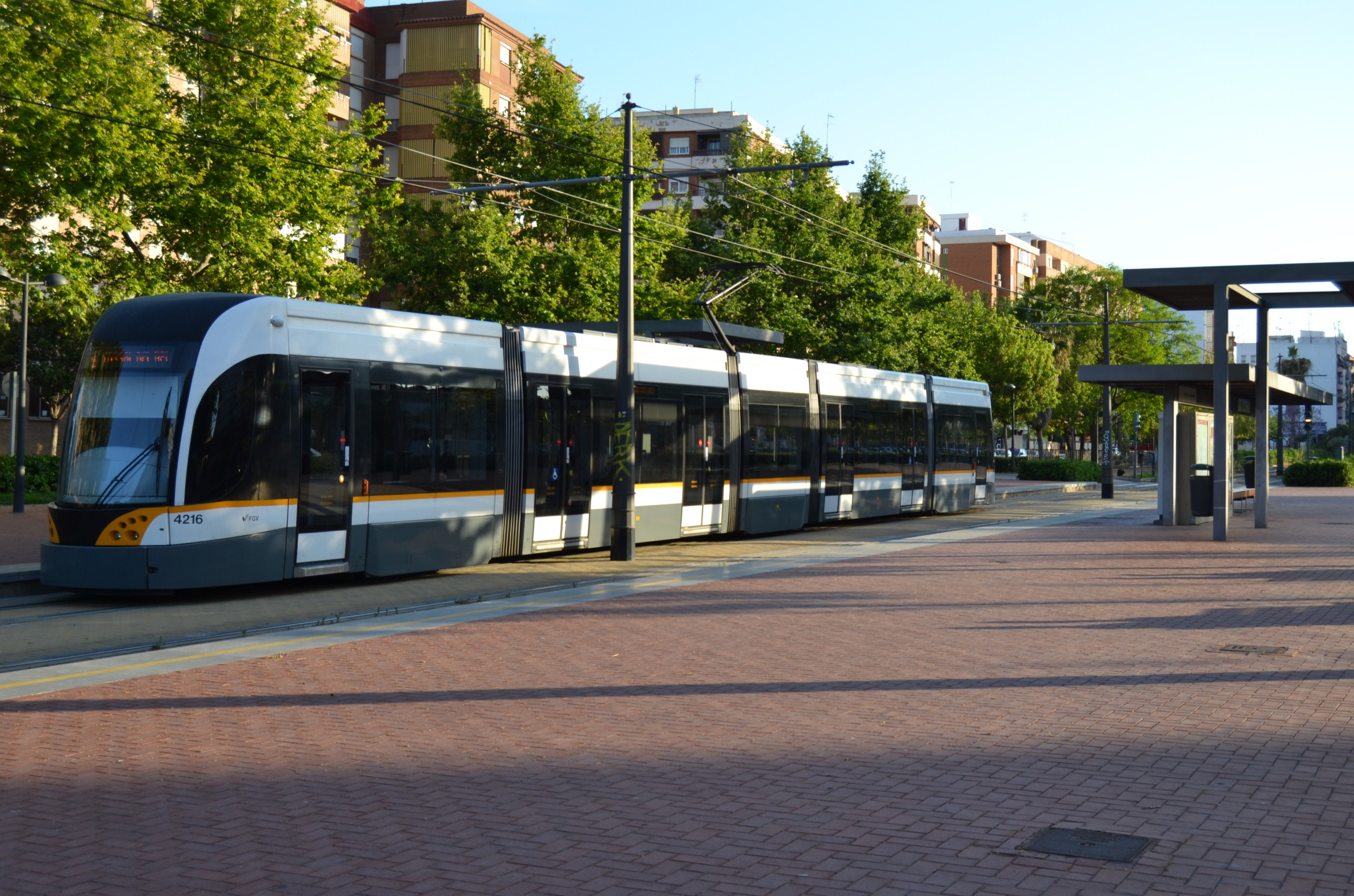
Unitat 4200 a l'estació (2014)

La distribució de l'estació de tramvia consisteix en dues vies amb dues andanes a nivell de carrer i sense edifici. A les andanes s'hi troben bancs i marquesines metàl·liques amb taulers d'anuncis i informació així com les màquines de compra de bitllets de viatge. Les andanes no disposen de mampares de seguretat. L'estació disposa d'accessibilitat per a persones amb discapacitat física, visual i auditiva.
L'estació és de lliure accés en ser en superfície i s'hi troba al carrer d'Alfauir, 28. L'estació connecta amb la línia 70 d'autobús urbà de l'Empresa Municipal de Transports de València (EMT).

### Línies
| Procedència/Destinació | <       | Línia | >        | Procedència/Destinació |
| ---------------------- | ------- | ----- | -------- | ---------------------- |
| Tossal del Rei         | Orriols |       | Trinitat | Marítim                |